# A Clash of Kings
A Clash of Kings (dt. Ein Konflikt der Könige) ist der zweite Band der epischen Fantasysaga Das Lied von Eis und Feuer des US-amerikanischen Autors George R. R. Martin. Es sind bisher fünf Bände der auf sieben Bände angelegten Saga erschienen. A Clash of Kings erschien am 16. November 1998 in Großbritannien; die US-amerikanische Erstausgabe erschien erst im März 1999. Der Roman gewann wie sein Vorgänger A Game of Thrones den Locus Award des Jahres 1999 in der Kategorie Novel und wurde im selben Jahr für den Nebula Award in der Kategorie Best Novel nominiert. Im Mai 2005 gab der Verlag Meisha Merlin eine limitierte Edition des Buches mit Zeichnungen von John Howe heraus.
In der deutschen Übersetzung wurde A Clash of Kings in zwei Bände getrennt (wie alle anderen Romane aus Das Lied von Eis und Feuer auch), die die Namen Der Thron der Sieben Königreiche und Die Saat des goldenen Löwen tragen. Wieder als ein Roman wurde A Clash of Kings 2016 als Game of Thrones 2: Unser ist der Zorn veröffentlicht.
A Clash of Kings ist auch der Name der ersten Erweiterung des Brettspiels Der Eiserne Thron. Nach der Verfilmung des ersten Buches durch den US-Kabelsender HBO ist auch das zweite Buch für das Fernsehen verfilmt worden (siehe Game of Thrones).

## Handlungsübersicht
Die Buchserie ist in einer fiktionalen Welt angesiedelt, in der die Länge der Sommer und Winter unvorhersehbar variiert; eine Jahreszeit kann Jahre oder Jahrzehnte dauern, Frühling und Herbst hingegen sind vergleichsweise kurz. Der Handlungsort auf dem Kontinent Westeros ähnelt dem mittelalterlichen Europa, vor allem England. Der Handlungsteil um Daenerys Targaryen ist auf dem östlich von Westeros gelegenen Kontinent Essos angesiedelt.
A Clash of Kings fügt sich in der Handlung nahtlos an A Game of Thrones an: Die Sieben Königslande von Westeros werden von einem Bürgerkrieg erschüttert. Die Nachtwache, die die Grenze im Norden des Kontinents seit mehreren tausend Jahren sichert, sendet einen Erkundungstrupp aus, um die Lage bei den Wildlingen zu erkunden, die nördlich der Mauer leben. In der Zwischenzeit versucht Daenerys Targaryen weiterhin, Verbündete zu finden, um nach Westeros zurückzukehren und die Sieben Königslande zurückzuerobern.

### In den Sieben Königreichen
Der Bürgerkrieg um den Eisernen Thron wird immer unübersichtlicher. Drei Könige haben in A Game of Thrones ihren Anspruch geltend gemacht: Joffrey Baratheon und Renly Baratheon sowie Robb Stark als König des Nordens und des Tridents. Balon Graufreud ruft sich selbst zum König der Eiseninseln aus und beginnt bald darauf einen massiven Angriff gegen die westliche Küste des Nordens. In Winterfell, dem Sitz der Starks, ist Robbs jüngerer Bruder Brandon („Bran“), der seit einem Sturz querschnittsgelähmt ist, nun der Herr von Winterfell. Als Jojen Reet und seine Schwester Meera aus Grauwasserwacht eintreffen, findet er in ihnen neue Freunde. Besonders Jojen interessiert sich für Brans merkwürdige Träume.
Stannis Baratheon, ältester Bruder des toten Königs Robert, ruft sich selbst zum König von Westeros aus, nachdem er Nachricht davon erhalten hat, dass Joffrey der Sohn von Cersei und Jaime Lennister sei. Dabei wird Stannis von der Roten Priesterin des Gottes R’hllor, Melisandre aus Asshai, unterstützt. R’hllor ist ein im Osten angebeteter Gott, der aber in Westeros bisher wenig populär ist. Der Krieg um den Thron wird fortan „Krieg der fünf Könige“ genannt. Auch Stannis jüngerer Bruder Renly hat Anspruch auf den Eisernen Thron erhoben. Nach dem Gesetz hat Stannis als älterer Bruder den berechtigteren Anspruch, aber Renly hat die größere militärische Macht hinter sich, da die meisten Lords der Weite (darunter der mächtige Lord Maes Tyrell) und Sturmlande auf seiner Seite stehen. Catelyn Stark versucht, eine Allianz zwischen den beiden Brüdern und ihrem Sohn Robb gegen ihre gemeinsamen Feinde, die Lennisters, zu vermitteln. Die Verhandlungen schlagen fehl und ein mysteriöser Schatten tötet Renly in seinem Zelt am Vorabend der Schlacht mit Stannis. Die einzigen Augenzeugen des Vorganges sind Catelyn und Renlys Königsgardistin Brienne von Tarth. Da Letztere des Mordes an Renly verdächtigt wird, flieht sie zusammen mit Catelyn. Da Renly tot ist, wechseln die meisten von Renlys Truppen, allerdings nicht das mächtige Haus Tyrell, zu Stannis über. Renlys Festung Sturmkap fällt, als Melisandre einen weiteren Schatten hervorruft, der den Kastellan der Burg tötet.
Tyrion Lennister trifft währenddessen in Königsmund ein. Er soll dort im Auftrag seines Vaters Tywin als Hand des noch minderjährigen Joffrey dienen. Während er gegen seine Schwester Cersei, die Witwe des letzten und Mutter des jetzigen Königs, intrigiert, arbeitet er an der Verbesserung der Verteidigung der Stadt. Tyrion beginnt Verhandlungen mit den Herren der hohen Häuser, um die Unterstützung seines Neffen auf dem Eisernen Thron zu verbessern. Er entsendet Petyr Baelish (Kleinfinger) zu Verhandlungen mit den Tyrells, um deren Unterstützung als Gegenleistung zur Heirat Joffreys mit der Tochter des Hauses, Margaery Tyrell, zu erlangen. Tyrion schmiedet auch eine Allianz mit dem Haus Martell in Dorne, indem er Joffreys Schwester Myrcella Trystan Martell verspricht.
Um seinen Vater zu beeindrucken – und um Winterfell als Ausgangsbasis zur Eroberung des Nordens zu benutzen –, erobert Theon Graufreud, ein ehemaliges Mündel der Starks und Freund Robbs, Winterfell mit gerade 30 Männern. Er nimmt Bran und Rickon gefangen, beide können jedoch fliehen. Theon verfolgt sie, kann die Kinder aber nicht aufspüren. Um nicht seine Autorität zu verlieren, ermordet Theon zwei andere Jungen und verstümmelt ihre Gesichter, damit sie für Bran und Rickon gehalten werden. In dem Glauben, dass die Prinzen ermordet worden sind, belagern Vasallen des Hauses Stark Winterfell. Theon hat schon vorher in Verhandlungen mit dem Bastard von Bolton, Ramsay Schnee, gestanden. Die Soldaten Boltons wenden sich gegen die Belagerer von Winterfell, obwohl auch sie Gefolgsleute der Starks sind. Theon öffnet ihnen nach deren Sieg die Tore Winterfells, nur um ebenfalls von Ramsay betrogen zu werden. Winterfell wird niedergebrannt. Bran und Rickon haben sich die ganze Zeit in der Krypta der Burg versteckt gehalten. Um die Erben von Winterfell zu beschützen, überzeugt der sterbende Maester Luwin Bran, sich von Rickon zu trennen. Osha, eine Wildlings-Frau, nimmt Rickon an sich. Bran begibt sich mit Meera, Jojen und Hodor nach Norden zur Mauer.
Robb führt derweil eine Armee in die Westlande und erringt mehrere Siege gegen die Lennisters auf deren eigenem Gebiet. Während Tywin gegen Robb marschiert, erreicht ihn die Nachricht, dass Königsmund von Stannis bedroht wird. Er marschiert daraufhin südwärts. Es stellt sich später als schwerer Fehler Edmure Tullys heraus, die Lennisters zuvor am Marsch nach Westen gehindert zu haben; nur durch diese Verzögerung erreichte die Botschaft von der Bedrohung der Hauptstadt Tywin noch rechtzeitig.
Arya Stark, die sich als der Junge Arry ausgibt, reist zusammen mit neuen Rekruten für die Nachtwache nordwärts. Die Gruppe wird gefangen genommen und zu der Festung Harrenhal gebracht, die von den Lennisters gehalten wird. Um nicht erkannt zu werden, gibt sich Arry als einfacher Bediensteter aus. Ein mysteriöser Mann, Jaqen H’ghar, steht in Aryas Schuld, weil sie ihm das Leben gerettet hat. Er hilft Arya, Harrenhal einzunehmen, indem er einige Soldaten, die im Dienste der Starks stehen, befreit. Jaqen gibt Arya eine Münze und die Worte „Valar Morghulis“ mit, die sie im Notfall benutzen soll. Roose Bolton, Lord von Grauenstein, der Vater von Ramsay Schnee und Kommandeur von Robbs Südarmee, trifft ein, um Harrenhal zu übernehmen. Arry wird sein Mundschenk, doch flieht bald aus der Festung.
Stannis’ Armee erreicht Königsmund und greift zu Wasser und Lande an. Unter Tyrions Kommando wird Stannis’ Flotte in eine Falle gelockt und fast vollständig zerstört. Gleichzeitig treffen Truppen der Lennisters und Tyrells ein und vernichten den Großteil seiner Armee. Stannis selbst kann knapp mit einer stark dezimierten Truppe und wenigen Schiffen entkommen. Ser Mandon Moor, ein Ritter der Königsgarde, versucht, während des Kampfes Tyrion zu töten, und verletzt ihn dabei schwer. Der Knappe Podrick Payn rettet Tyrion aber das Leben, indem er den Königsgardisten vor dem finalen Schlag tötet.

### An der Mauer
Ein Erkundungstrupp der Nachtwache begibt sich nördlich der Mauer. In Crasters Bergfried erfahren die Brüder, dass sich die normalerweise unorganisierten Wildlinge unter dem König-hinter-der-Mauer Manke Rayder sammeln. Der Spähtrupp verschanzt sich in einer Festungsruine, der Faust der Ersten Menschen. Lord Kommandant Jeor Mormont entsendet Jon Schnee und Qhorin Halbhand zu einer Erkundungstour zum Klagenden Pass.
Bald werden Jon und Qhorin von den Wildlingen entdeckt und gejagt. In ihrer hoffnungslosen Situation befiehlt Qhorin, dass Jon zu den Wildlingen überlaufen solle, um diese zu infiltrieren. Um seine Loyalität zu den Wildlingen zu beweisen, zwingt Qhorin Jon, gegen ihn zu kämpfen und ihn zu töten. Jon erfährt, dass Manke bereits mit zehntausenden Kämpfern auf dem Weg zur Mauer ist.

### Im Osten
Daenerys Targaryen durchquert unter größten Strapazen die unzugängliche Rote Wüste. Sie wird von Ser Jorah Mormont und den wenigen ihr verbliebenen Anhängern sowie ihren drei jungen Drachen begleitet. Sie finden einen Weg zu der großen Handelsstadt Qarth. Daenerys ist wegen ihrer Drachen eine Sensation. Besonders Xaro Xhoan Daxos ist sehr an ihr interessiert. Er ist der Führer der Dreizehn, einer bekannten Kaufmannsgilde der Stadt. Anfangs ist er sehr gastfreundlich, aber letztendlich kann Daenerys seine Unterstützung bei der Gewinnung des Eisernen Throns nicht erlangen. Im Haus der Unsterblichen, der mächtigen Hexenmeister von Qarth, sieht Daenerys viele verwirrende Bilder und Visionen, schließlich wird ihr Leben bedroht, doch ihr Drache Drogon brennt das Gebäude nieder. Daraufhin sind die Bewohner von Qarth Daenerys sehr feindlich gesinnt. Ein Mordversuch an ihr am Hafen wird von zwei Fremden vereitelt. Der starke Belwas und sein Knappe Arstan Weißbart sind von Daenerys früherem Gastgeber Illyrio Mopatis geschickt worden, um sie nach Pentos zu geleiten. Daenerys und ihr Gefolge verlassen daraufhin die Stadt.

## Erzählperspektiven
Die einzelnen Kapitel werden jeweils aus der Perspektive eines der Hauptcharaktere erzählt. Der Name der Person ist gleichzeitig die Kapitelüberschrift, mit Ausnahme des Prologs:
- Prolog: Maester Cressen, Maester von Dragonstone
- Tyrion Lennister, der kleinwüchsige jüngste Sohn von Lord Tywin Lennister und Bruder der Königin Cersei
- Lady Catelyn Stark, Tochter von Lord Hoster Tully und Witwe von Lord Eddard Stark
- Ser Davos Seewert, ein Schmuggler, der von Stannis Baratheon zum Ritter geschlagen wurde.
- Prinzessin Sansa Stark, die älteste Tochter von Catelyn und Eddard Stark. Sie wird von König Joffrey in King’s Landing als Geisel gehalten.
- Prinzessin Arya Stark, die jüngste Tochter von Catelyn und Eddard Stark; sie wird inoffiziell in King’s Landing vermisst und für tot gehalten, ihre Familie glaubt sie von den Lannisters als Geisel festgehalten
- Prinz Brandon „Bran“ Stark, der zweite Sohn von Catelyn und Eddard Stark, Erbe von Winterfell und des Königreichs im Norden
- Jon Schnee, der „Bastardsohn“ von Eddard Stark, im Dienste der Nachtwache stehend
- Theon Graufreud, Erbe des Meersteinstuhls und ehemaliges Mündel von Lord Eddard Stark
- Prinzessin Daenerys Targaryen, die Sturmgeborene, einziges überlebendes Kind von König Aerys II. und Erbin des Eisernen Throns

## Preise und Nominierungen
- Locus Award – Best Novel (Fantasy) (Gewinner) – (1999)
- Nebula Award – Best Novel (nominiert) – (1999)
- Ignotus Award – Best Novel (Foreign) (Gewinner) – (2004)

## Ausgaben
- George R. R. Martin: A Clash of Kings (1998), ISBN 0-553-10803-4.
- In neuer deutscher Übersetzung erschienen als:
  - Der Thron der Sieben Königreiche (A Clash of Kings Teil 1, Juni 2011), ISBN 978-3-442-26822-1
  - Die Saat des goldenen Löwen (A Clash of Kings Teil 2, September 2011), ISBN 978-3-442-26821-4
- 2016: Game of Thrones 2: Unser ist der Zorn, Penhaligon Verlag, ISBN 978-3764531584